# Pseudevernia furfuracea
Pseudevernia furfuracea, auch Baummoos, Kleien-, Strauch- oder Elchgeweihflechte genannt, ist seinem irreführenden Namen entgegen kein Moos, sondern eine Flechte, die strauchförmig auf Bäumen wächst. Es ist die einzige Art dieser Gattung in Europa. Das Artepitheton kommt vom lateinischen Wort furfuraceus = kleienförmig.

## Beschreibung
Die Form des Baummooses kann strauchig, bärtig oder nahezu blättrig sein. Die Bänder dieser Flechte sind grau oder blaugrau. Sie sind oberseits mit korallenartigen Stiftchen (Isidien) besetzt. Die Unterseite ist jung weiß oder rosa, im Alter bläulich oder schwarz. Apothecien werden selten ausgebildet. Die Sporen sind einzellig, ellipsoid. Ihre Photobionten sind Grünalgen der Art Trebouxia simplex.

## Standort und Verbreitung
Diese Art ist in kühlen,  gemäßigten und subtropischen Klimaten weltweit verbreitet. In Europa kommt sie von den Gebirgen Südeuropas bis Mittelskandinavien vor. Sie wächst auf der Rinde von Nadelbäumen und an Laubbäumen mit saurer Borke (vor allem an Birke), seltener auch auf Silikatgestein. In Fichtenwäldern Mitteleuropas dominiert sie oft gemeinsam mit der Blasenflechte (Hypogymnia physodes).

## Systematik
Das Baummoos bildet zwei verschiedene chemische Rassen aus:
- Pseudevernia furfuracea var. ceratea enthält die Olivetolsäure. Das Mark der Flechte färbt sich mit Natriumhypochlorit rot.
- Pseudevernia furfuracea var. furfuracea enthält die Physodsäure. Mit Natriumhypochlorit tritt keine Reaktion ein.

## Besonderheiten
Das angenehm duftende Baummoos wird wie das Eichenmoos (Evernia prunastri) in der Parfumindustrie als „mousse des arbres“ genutzt. Es gilt als stark allergen.